# Austroflustra australis
Austroflustra australis är en mossdjursart som beskrevs av Lopez Gappa 1982. Austroflustra australis ingår i släktet Austroflustra, ordningen Cheilostomatida, klassen Gymnolaemata, fylumet mossdjur och riket djur. Inga underarter finns listade i Catalogue of Life.